# 林根费尔德
林根费尔德是德国莱茵兰-普法尔茨州的一个市镇。总面积15.26平方公里，总人口5517人，其中男性2790人，女性2727人（2011年12月31日），人口密度362人/平方公里。

## 友好城市
- 法國 托尔西